# Hymenophyllum denticulatum
Hymenophyllum denticulatum är en hinnbräkenväxtart som beskrevs av Olof Peter Swartz. Hymenophyllum denticulatum ingår i släktet Hymenophyllum och familjen Hymenophyllaceae. Inga underarter finns listade.